# جون كيلكيني
جون كيلكيني (بالإنجليزية: John Kilkenny)‏ هو قاضي ومحامي أمريكي، ولد في 26 أكتوبر 1901 في هيبنر في الولايات المتحدة، وتوفي في 17 فبراير 1995 في بيفيرتون في الولايات المتحدة.